# Detective Conan - Fino alla fine del tempo
Detective Conan - Fino alla fine del tempo (名探偵コナン 時計じかけの摩天楼?, Meitantei Konan - Tokei-jikake no matenrō, lett. "Detective Conan - Il grattacielo a orologeria"), conosciuto anche con il titolo internazionale Detective Conan: The Time Bombed Skyscraper, è un film d'animazione del 1997 diretto da Kenji Kodama.
Si tratta del primo film dedicato alla serie anime Detective Conan, uscito in Giappone il 19 aprile 1997.

## Trama
Conan riceve un invito da Teiji Moriya, un importantissimo architetto universitario fanatico della simmetria, per un party che si terrà nella sua villa. Il ragazzo, utilizzando la voce di Shinichi (al quale l'invito era appunto diretto), convince Ran ad andarci al posto suo con Kogoro e il bambino. La ragazza, nel frattempo, sta preparando una sorpresa per il compleanno di Shinichi (4 maggio): un film su innamorati e un regalo legati al colore rosso (una polo) che, secondo l'oroscopo letto da Ran, è il colore fortunato per entrambi. Conan, Ran e Kogoro si recano quindi alla festa e qui fanno la conoscenza di Moriya e ammirano entusiasti le sue opere architettoniche.
Quattro giorni dopo, Shinichi viene contattato da un misterioso individuo che ha rubato un ingente quantitativo di esplosivo e ne ha già utilizzato una parte per incendiare le ville progettate da Moriya. Il piromane lancia una sfida al giovane detective: trovare alcune bombe che ha piazzato per tutta la città. Il primo ordigno si trova in un parco. Conan riesce a far esplodere la bomba senza che nessuno si faccia male, salvando in particolare i Detective Boys, ma il malvivente sta osservando le azioni del ragazzo e si accorge che all'appuntamento si è presentato un bambino e non Shinichi. Nonostante questo, l'uomo dà a Conan il secondo indizio per trovare una bomba posizionata nei pressi della stazione.
Il ragazzino riesce a trovare e far esplodere l'ordigno sulla sponda di un corso d'acqua, però rimane ferito alla testa nell'esplosione e viene portato in ospedale. Qui il malvivente chiama ancora e questa volta è Kogoro a rispondere. L'uomo afferma che ci sono cinque bombe posizionate su una delle linee della metropolitana, che esploderanno se i treni non manterranno almeno la velocità di 60 km/h e, se non verranno disinnescate, esploderanno comunque dopo il tramonto. Conan capisce il significato di queste indicazioni e, utilizzando la voce di Shinichi, riesce a dare istruzioni alla polizia per rimuovere in tempo tutto l'esplosivo.
Il ragazzo nota che le bombe sono state posizionate nei pressi di costruzioni progettate dall'architetto Moriya. La polizia si reca quindi a interrogare l'uomo. Conan riesce a capire che il colpevole è egli stesso e lo indica alla polizia utilizzando la voce di Shinichi. Il delinquente, dopo essere stato catturato, confessa che un'ultima bomba è stata posizionata proprio nel centro commerciale dove si trova Ran.
La ragazza resta intrappolata nell'edificio, a seguito dell'esplosione di alcune piccole cariche di esplosivo utilizzate dal colpevole per bloccare le vie di fuga, che ovviamente hanno causato la morte e il ferimento di tante persone innocenti. Ran si ritrova casualmente nella stessa zona dove è collocata la bomba principale. Facendosi strada tra le macerie, Conan raggiunge il luogo dell'esplosivo per spiegarle come disinnescare l'ordigno con la voce di Shinichi, ma non riesce a capire quale tra gli ultimi due fili deve farle tagliare. Il ragazzo dice quindi a Ran di tagliare quello del colore che preferisce.
I due ragazzi si salvano per miracolo, perché Ran decide di non tagliare il filo rosso, dato che il rosso è il colore che la lega a Shinichi.

## Colonna sonora
Il musicista Katsuo Ōno ha realizzato diciassette nuove tracce sonore, utilizzate in seguito anche nel corso della serie televisiva, dall'episodio 63 secondo la numerazione originale. La sigla finale è Happy Birthday, di Kyoko.

## Distribuzione

### Edizione italiana
Il doppiaggio italiano, che è l'unico censurato dei sei film trasmessi nel 2005 in Italia, dove non sono usciti nei cinema, benché si tratti solo di alcuni alleggerimenti dei termini più cruenti, è stato eseguito dalla Merak Film e diretto da Loredana Nicosia e Graziano Galoforo su dialoghi di Chiara Serafin e Laura Brambilla. Nella versione italiana di questo e del quinto film, Nishitama è stato tradotto con "West Tama City". Inoltre, è stata fatta una traduzione piuttosto libera nella scena in cui Conan parla a Ran attraverso una porta usando la voce di Shinichi, mentre lei cerca di disinnescare una bomba: mentre nell'originale Conan dice che starà lì ad aspettare finché Ran non avrà tagliato il filo e che, se muoiono, muoiono insieme, nella versione italiana è stato reso molto più esplicito l'amore fra i due, in quanto Conan dice che starà sempre insieme a lei perché sono "fatti l'uno per l'altra" e che staranno insieme "per l'eternità", senza fare riferimento alla morte insieme, e poco prima Ran l'aveva chiamato "tesoro mio".
Nonostante l'unico doppiaggio, esistono diverse versioni per quanto riguarda il montaggio, tutte senza censure video. La prima versione è quella divisa in cinque parti di venti minuti circa, trasmessa per la prima volta dal 24 al 28 ottobre 2005 su Italia 1 e replicata anche su Italia 2. Questa versione ha la prima sigla italiana, Detective Conan di Giorgio Vanni, nella prima versione video usata per la serie televisiva, come sigla di apertura e chiusura di ogni parte. Non è presente l'introduzione in cui Conan racconta l'inizio della sua storia, che si trova all'inizio di ogni film, seppur con qualche differenza. Inoltre l'epilogo, che nell'originale è dopo la sigla finale, è stato collocato prima di essa.
Esiste poi una versione intera televisiva, andata in onda per la prima volta il 28 dicembre 2005 su Italia Teen Television, poi replicata due volte su Hiro e per la prima volta in chiaro su Boing il 30 giugno 2013. Questa versione ha sempre la prima sigla italiana sia all'inizio che alla fine, ma con immagini prese dal film. Anche in questa versione non è presente l'introduzione e l'epilogo è sempre prima della sigla.
Infine, una seconda versione intera è quella pubblicata in DVD, mai trasmessa in televisione. Questa versione non ha sigla iniziale, come l'originale, e l'introduzione, doppiata ma non trasmessa in televisione, è invece presente nel DVD, dove però vi sono dei fermi immagine e ingrandimenti per nascondere le scritte in giapponese in sovrimpressione, come nelle altre versioni internazionali. Anche in questa versione l'epilogo si trova prima della sigla di chiusura. La sigla finale presenta lo stesso tema musicale originale, ma incompleto (2 minuti e 27 secondi contro i 2 minuti e 58 dell'originale), e il video è composto da un videomontaggio di alcune scene di questo film, del successivo e della serie originale. I titoli di coda sono gli stessi dell'edizione intera televisiva, stavolta presentati a destra dall'alto verso il basso su uno sfondo bianco semi-trasparente.
Per il suo doppiaggio di Shinichi Kudo in questo film, Davide Garbolino è stato premiato nel 2008 al Gran Galà del Doppiaggio Romics DD, nella categoria "Premi del pubblico - Miglior voce maschile di un cartone animato".

### Edizioni home video

#### Giappone
In Giappone il film è stato pubblicato da Shogakukan in VHS l'8 aprile 1998 e in DVD il 28 marzo 2001. Dopodiché, il film è stato pubblicato da Being con l'etichetta B-vision in una nuova edizione in DVD il 25 febbraio 2011 e in Blu-ray Disc il 27 maggio 2011.

#### Italia
Fino alla fine del tempo è uscito in DVD in Italia nel 2007, grazie a Exa Cinema e a Fool Frame, nella versione di cui sopra (nonostante la mancanza di una parte della sigla e delle sue immagini originali, la copertina del DVD riporta "versione integrale"). Oltre al DVD normale è stata pubblicata in tiratura limitata e numerata in 2000 esemplari anche una Collector's Edition.
La Collector's Edition si compone di un cofanetto con stampa interna, un DVD contenente oltre al film (presentato con l'audio italiano DTS 5.1 e Dolby Digital 5.1, giapponese Dolby Digital 2.0 e sottotitoli in italiano) anche dei contenuti speciali, perlopiù approfondimenti sulla serie e sull'autore Gōshō Aoyama. Completano l'opera un booklet di sedici pagine con i disegni preparatori del film e una maxi cartolina da confezione che riproduce l'immagine della locandina cinematografica originale.
L'edizione DVD normale contiene il solo audio italiano in Dolby Digital, con in più i credits del DVD e dei trailer di future pubblicazioni.

## Accoglienza

### Incassi
Il film ha incassato 174 083 700 yen in totale. Nel primo weekend incassò 8 554 500 yen.

## Versione a fumetti
Con i fotogrammi del film è stato prodotto un anime comic in due volumi dal titolo Gekijōban Meitantei Conan - Tokei-jikake no matenrō (劇場版 名探偵コナン 時計じかけの摩天楼?, Gekijōban Meitantei Konan - Tokei-jikake no matenrō, "Detective Conan - Il film - Il grattacielo a orologeria"). La "prima parte" (上?, jō) è stata pubblicata da Shogakukan il 18 settembre 1997 (ISBN 4-09-124871-3), la "seconda parte" (下?, ge) il 18 ottobre dello stesso anno (ISBN 4-09-124872-1). Un'edizione in volume unico è stata poi pubblicata sempre da Shogakukan il 18 gennaio 2006 (ISBN 4-09-120299-3).
Un manga tratto dal film e con lo stesso titolo, disegnato da Yutaka Abe e Denjirō Maru, disegnatori anche di alcuni volumi di Detective Conan Special Cases, è stato pubblicato sulla rivista Shōnen Sunday Super della Shogakukan dal 25 aprile al 25 luglio 2014. È stata poi raccolta in unico tankōbon uscito il 18 agosto 2014 (ISBN 978-4-09-125089-6).